# San Quílez (Álava)
San Quílez es un despoblado que actualmente forma parte de la localidad de Salvatierra, que está situado en el municipio de Salvatierra, en la provincia de Álava, País Vasco (España).

## Toponimia
A lo largo de los siglos ha sido conocido también con los nombres de San Gilis y San Quilis.

## Historia
Documentado desde 1305, pertenecía a Ula, pasando a pertenecer a Salvatierra cuando este último se despobló.